# Charles Binet-Sanglé

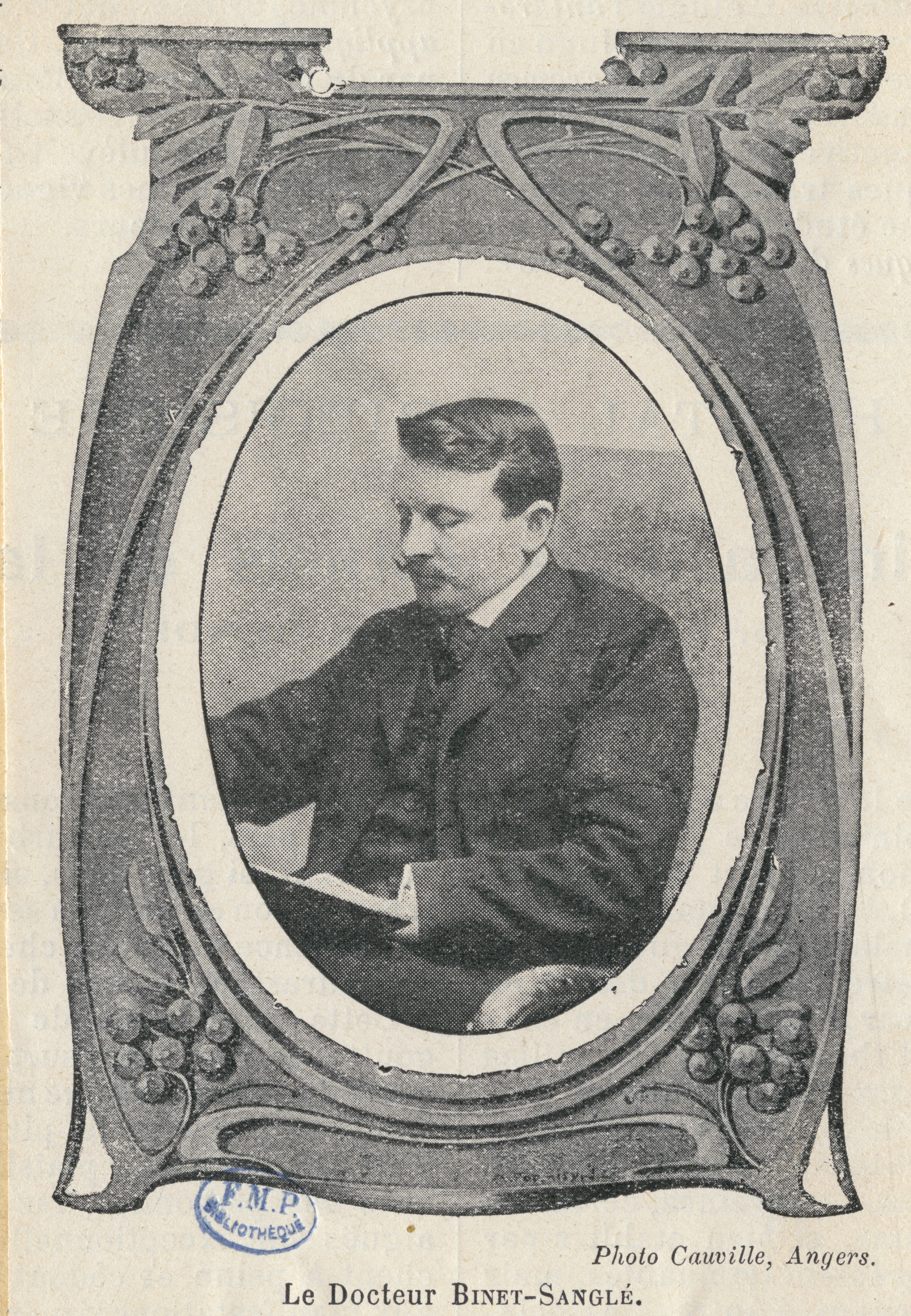
Charles Binet-Sanglé

Charles Binet-Sanglé (* 4. Juli 1868 in Clamecy; † 14. November 1941 in Nizza) war ein französischer Truppenarzt und Psychologe. Bekannt wurde er durch sein vierbändiges Werk „La folie de Jésus“ („Der Wahnsinn Jesu“), in dem er die psychische Gesundheit von Jesus von Nazaret in Frage stellte. Es löste eine Polemik aus und traf besonders die Konservativen und Christen.
Er wurde 1912 zum Ritter der Ehrenlegion ernannt und 1922 zum Offizier desselben Ordens befördert.

## Nennenswerte Werke
- La Folie de Jésus (tome 1). Son hérédité. Sa constitution. Sa physiologie. Paris: Maloine, 1908. 316 S.
- La Folie de Jésus (tome 2). Ses connaissances. Ses idées. Son délire. Ses hallucinations. Paris: Maloine, 1910. 516 S.
- La Folie de Jésus (tome 3). Ses facultés individuelles. Ses sentiments. Son procès. Paris: Maloine, 1912. 537 S.
- La Folie de Jésus (tome 4 et dernier) Sa morale, son activité. Diagnostique de sa folie Alger: chez l’auteur, 1915. 492 S.
- Le Haras humain. Paris: Albin Michel, 1918. 244 S.
- Le Haras humain. Paris: Albin Michel, 1926. 269 S.